# Mar de Bótnia

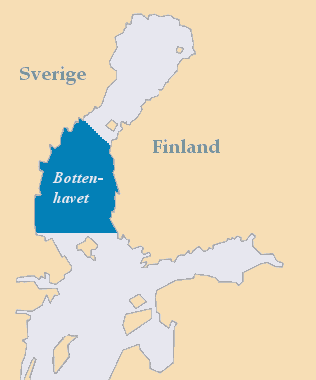
Em azul-escuro, a área drenada pelo mar de Botnia

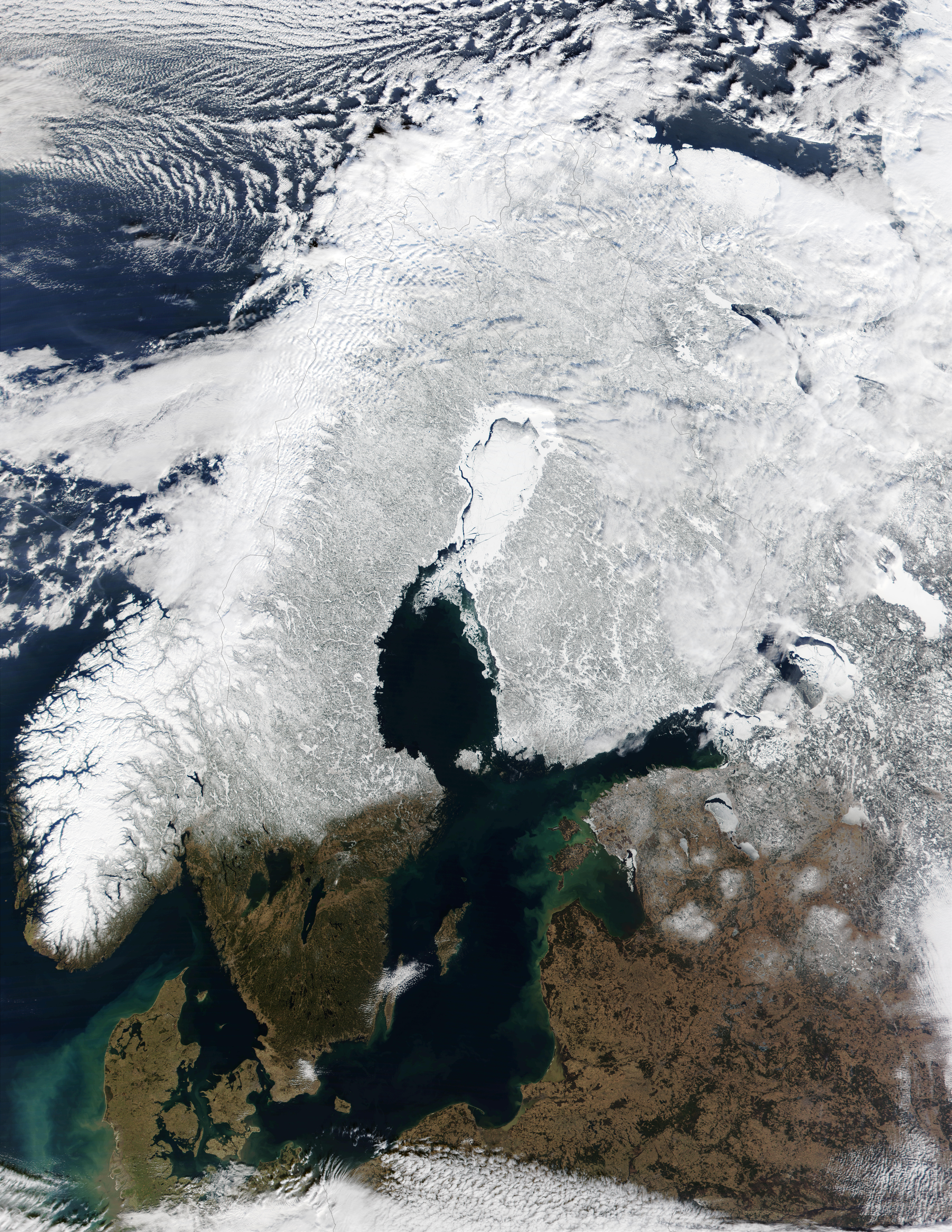
Vista de satélite da região

O mar Botniano ou mar de Bótnia (em sueco:  Bottenhavet, em finlandês:  Selkämeri) é uma parte do golfo de Bótnia, no mar Báltico. Fica entre o estreito de Kvarken, a norte, e o mar de Alanda e o mar do Arquipélago, a sul. Juntos, o mar e a baía de Bótnia formam uma entidade geográfica maior, o golfo de Bótnia (Bottenviken), situado entre a Suécia, a oeste, a Finlândia, a leste, o mar de Åland e, ao sul, o mar do Arquipélago. A superfície total do mar de Bótnia é de, aproximadamente, 79 000 km2. As maiores cidades costeiras são, do sul para o norte, Rauma e Pori, na Finlândia, e Gävle e Sundsvália, na Suécia.

## Partes do Mar Báltico

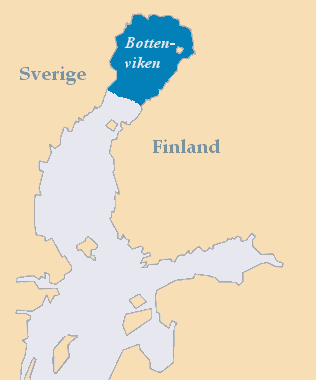
Bottenviken Baía de Bótnia
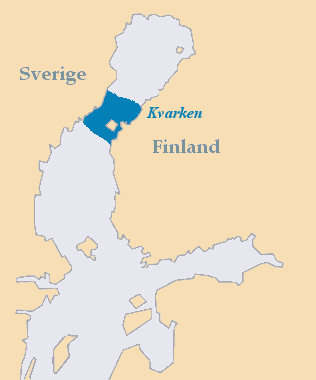
Norra Kvarken Kvarken do Norte
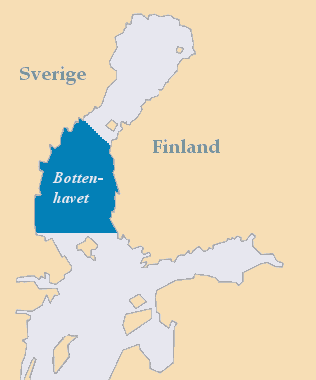
Bottenhavet Mar de Bótnia
- Södra kvarkenKvarken do SulSödra kvarken
Kvarken do Sul
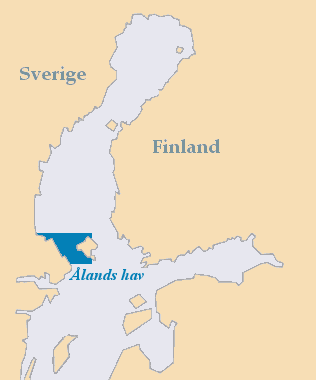
Ålands hav Mar de Åland
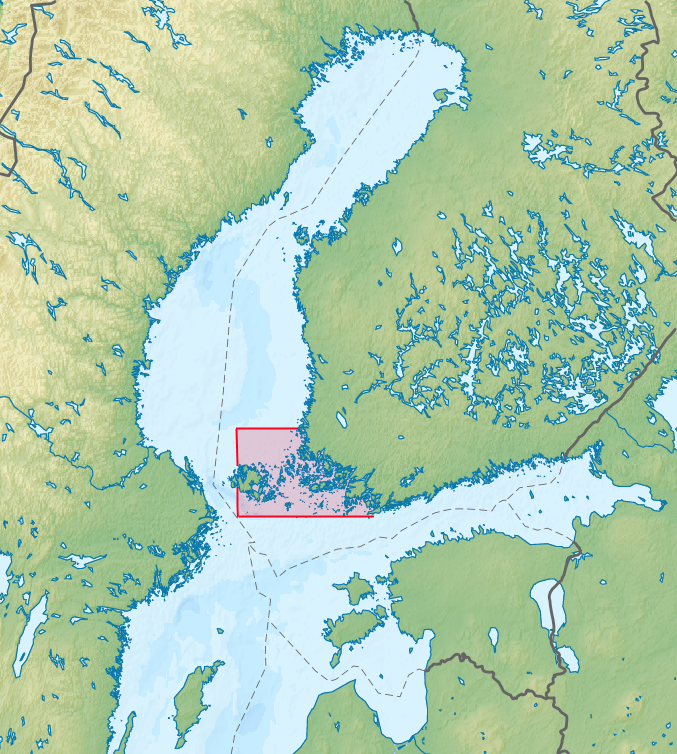
Skärgårdshavet Mar do Arquipélago
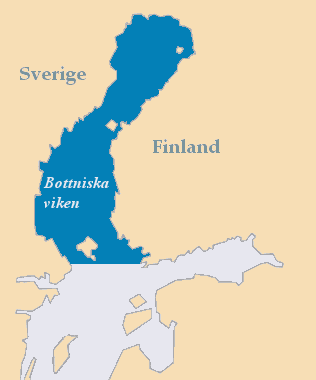
Bottniska viken Golfo de Bótnia
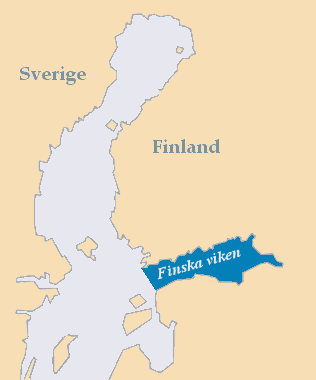
Finska viken Golfo da Finlândia